# Fábio Rosa
Fábio Luiz de Oliveira Rosa (Porto Alegre, 1960) é um empreendedor social brasileiro cujas iniciativas têm como foco a eletrificação rural e o uso de fontes renováveis de energia. 

## Formação
Formado em Agronomia pela Universidade Federal do Rio Grande do Sul. Em 1982, com 22 anos, em visita à região de Palmares do Sul com um colega, conheceu o prefeito da cidade, Ney Cardoso Azevedo, que lhe ofereceu o cargo de Secretário da Agricultura do município recém emancipado. 

## Eletrificação rural em Palmares do Sul
Buscando maneiras de melhorar a vida na região, Rosa entrevistou moradores que notaram a contínua pressão econômica que impulsiona o êxodo rural. Rosa percebeu que os altos custos da água eram um obstáculo significativo para os produtores de arroz locais, e que reduzir esses custos poderia melhorar a produtividade e a riqueza do município. Para lidar com os altos custos da água, Rosa sugeriu expandir a eletrificação rural para permitir que mais agricultores abrissem seus próprios poços para irrigação, em vez de pagar taxas exorbitantes pelos direitos de água de terceiros. 
Na época, 70 por cento dos residentes rurais em Palmares estavam sem eletricidade. Rosa favoreceu a expansão do acesso à eletricidade por meio de um sistema de eletrificação monofásico barato desenvolvido pelo professor Ennio Amaral, da Escola Técnica Federal de Pelotas.  O uso de tecnologia monofásica reduziu os custos de distribuição de energia elétrica por família, de 7.000 para 400 dólares. Usando este sistema, Rosa instituiu um bem-sucedido projeto piloto, que durou de 1984 até 1988, quando Palmares do Sul elegeu um novo prefeito, que encerrou o programa. 

## Pro Luz
Em 1989, Rosa tonou-se bolsista da Ashoka Empreendedores Sociais e, usando fundos da organização, ontinuou seus esforços para expandir a eletrificação rural. Em 1990, junto com o colega Ricardo de Souza Mello, começou a trabalhar no projeto Pro Luz, com o objetivo de expandir o modelo Palmares para todo o Brasil. O programa teve sucesso e o governo brasileiro foi receptivo, oferecendo até uma linha de crédito dedicada para programas de eletrificação rural. No entanto, em 1992, problemas econômicos no país levaram o governo a reduzir seus gastos sociais. 

## STA
Em 1992, Rosa criou a Sistemas de Tecnologia Agroelectro (STA), com o objetivo de popularizar o uso de energia solar. Percebendo que a grande barreira crítica para a adoção desta forma de energia era seu alto custo, trabalhou para torná-la atraente para produtores rurais, combinando-a com a instalação de cercas elétricas, o que poderia ajudar a resolver os problemas de sobrepastoreio em várias regiões do Brasil. Em poucos anos, a STA instalou 700 sistemas de cercas movidos a energia solar e Fábio Rosa ganhou reconhecimento nacional como "líder no fornecimento de energia solar de baixo custo". 

## Século 21
Em 2001, Rosa deixou a STA para expandir seu trabalho através de uma organização sem fins lucrativos que ele fundou, o Instituto para o Desenvolvimento de Energias Alternativas e da Auto Sustentabilidade (IDEAAS). IDEAAS foi projetado para aproveitar a estrutura básica da STA e aplicá-la como um modelo sem fins lucrativos em áreas de baixa renda. 
Mais recentemente, a partir de pesquisa de mercado e consulta a especialistas, Rosa projetou duas empresas no ramo da tecnologia solar que passaram a funcionar em conjunto com a STA e o IDEAAS, respectivamente: The sun shines for all (TSSFA) e Projeto Quiron. A TSSFA é um empreendimento de energia solar com fins lucrativos administrado por meio da STA que aluga pacotes de eletrificação abrangentes, incluindo kits solares e tomadas para quem não tem acesso à rede. O Projeto Quiron é uma organização sem fins lucrativos do IDEEAS que visa melhorar o bem-estar da população rural pobre de maneira ambientalmente responsável por meio da eletrificação solar, melhor gestão agrícola e conservação. 